# Makar Yurchenko
Makar Yurchenko (San Pietroburgo, 29 settembre 1998) è un pilota motociclistico kazako.

## Carriera
Comincia a correre su motocross all'età di nove anni. Corre poi in competizioni russe. Nel 2012 comincia a fare apparizioni a livello internazionale. Nel 2013 comincia a correre su asfalto, partecipando poi a MotoGP Rookies Cup, campionato spagnolo Velocità, Superbike e Supermotard russe.
Nel 2018 debutta nella classe Moto3 del motomondiale, alla guida della KTM RC 250 GP del team CIP - Green Power; il compagno di squadra è John McPhee. Viene sostituito da Stefano Nepa dopo il Gran Premio di Catalogna (dove aveva ottenuto il suo miglior risultato, un dodicesimo posto). Corre il Gran Premio motociclistico della Malesia come wild-card sulla Honda NSF250R del team Marinelli Snipers. Ha totalizzato 9 punti.
Nel 2019 passa alla guida della KTM del team BOE Skull Rider Mugen Race, con compagno di squadra Kazuki Masaki. Ottiene come miglior risultato un settimo posto in Austria e termina la stagione al 24º posto con ventinove punti.
Dopo aver firmato per gareggiare con la stessa squadra anche nella stagione 2020, è costretto a rescindere per un grave problema alla schiena che necessitò di un intervento chirurgico. Rimasto lontano dai palcoscenici mondiali, prosegue la sua carriera di pilota gareggiando nel campionato russo di Superbike oltre che nel Track race days Endurance Championship.

## Risultati nel motomondiale
| 2018 | Classe | Moto        |    |    |    |    |    |     |    |  |  |  |  |  |  |  |  |  |  |    |  | Punti | Pos. |
| ---- | ------ | ----------- | -- | -- | -- | -- | -- | --- | -- |  |  |  |  |  |  |  |  |  |  | -- |  | ----- | ---- |
| 2018 | Moto3  | KTM e Honda | 19 | 24 | 19 | 14 | 13 | Rit | 12 |  |  |  |  |  |  |  |  |  |  | 17 |  | 9     | 30º  |

| 2019 | Classe | Moto |    |    |    |     |    |    |     |    |    |    |   |    |     |    |    |    |    |    |   | Punti | Pos. |
| ---- | ------ | ---- | -- | -- | -- | --- | -- | -- | --- | -- | -- | -- | - | -- | --- | -- | -- | -- | -- | -- | - | ----- | ---- |
| 2019 | Moto3  | KTM  | 23 | 20 | 18 | Rit | 13 | 15 | Rit | 18 | 20 | 13 | 7 | 23 | Rit | NC | 15 | 11 | 18 | 16 | 9 | 29    | 24º  |

| Legenda | 1º posto        | 2º posto            | 3º posto            | A punti      | Senza punti        | Grassetto – Pole position Corsivo – Giro più veloce |
| Legenda | Gara non valida | Non qual./Non part. | Ritirato/Non class. | Squalificato | '-' Dato non disp. | Grassetto – Pole position Corsivo – Giro più veloce |